# AFC Mansfield
AFC Mansfield (celým názvem: Association Football Club Mansfield) je anglický fotbalový klub, který sídlí ve městě Mansfield v nemetropolitním hrabství Nottinghamshire. Založen byl v roce 2012. Od sezóny 2018/19 hraje v Northern Premier League Division One East (8. nejvyšší soutěž). Klubové barvy jsou červená a černá.
Své domácí zápasy odehrává ve vesnici Forest Town na Forest Town Stadium.

## Úspěchy v domácích pohárech
Zdroj:
- FA Cup
  - 3. předkolo: 2016/17, 2017/18
- FA Vase
  - 5. kolo: 2014/15

## Umístění v jednotlivých sezonách
Stručný přehled
Zdroj:
- 2012–2014: Central Midlands League (North Division)
- 2014–2016: Northern Counties East League (Division One)
- 2016–2018: Northern Counties East League (Premier Division)
- 2018– : Northern Premier League (Division One East)

Jednotlivé ročníky
Zdroj:
Legenda: Z - zápasy, V - výhry, R - remízy, P - porážky, VG - vstřelené góly, OG - obdržené góly, +/- - rozdíl skóre, B - body, červené podbarvení - sestup, zelené podbarvení - postup, fialové podbarvení - reorganizace, změna skupiny či soutěže
| Anglie (2012 – ) |                                                  |        |    |    |   |    |     |    |      |    |        |
| Sezóny           | Liga                                             | Úroveň | Z  | V  | R | P  | VG  | OG | +/-  | B  | Pozice |
| 2012/13          | Central Midlands League (North Division)         | 11     | 32 | 29 | 1 | 2  | 176 | 20 | +156 | 88 | 2.     |
| 2013/14          | Central Midlands League (North Division)         | 11     | 32 | 28 | 2 | 2  | 145 | 24 | +121 | 86 | 1.     |
| 2014/15          | Northern Counties East League (Division One)     | 10     | 42 | 25 | 7 | 10 | 110 | 55 | +55  | 82 | 7.     |
| 2015/16          | Northern Counties East League (Division One)     | 10     | 40 | 26 | 8 | 6  | 98  | 40 | +58  | 86 | 2.     |
| 2016/17          | Northern Counties East League (Premier Division) | 9      | 42 | 20 | 6 | 16 | 79  | 55 | +24  | 66 | 7.     |
| 2017/18          | Northern Counties East League (Premier Division) | 9      | 42 | 29 | 9 | 4  | 110 | 43 | +67  | 96 | 3.     |
| 2018/19          | Northern Premier League (Division One East)      | 8      | 38 |    |   |    |     |    |      |    |        |